# به عقب نگاه نکن
به عقب نگاه نکن (به انگلیسی: Dont Look Back) فیلمی ۹۶ دقیقه‌ای به کارگردانی دی. ای. پنی‌بیکر با بازی باب دیلن محصول کشور ایالات متحده آمریکا است.